# Фидлер, Артём Игоревич
Артём И́горевич Фи́длер (14 июля 1983, Свердловск) — российский футболист, полузащитник.

## Биография
Заниматься футболом начал в 7 лет, первой командой был МФК «ВИЗ-Синара», а первым тренером его отец — Игорь Владимирович Фидлер. В профессиональный футбол пришёл после армии.
В начале 2000-х вместе с братом Владимиром играл за футбольный клуб «Металлург» (Златоуст) на первенство России среди футбольных команд третьего дивизиона.
С июля 2005 по конец 2010 года выступал за «Урал», был вице-капитаном команды.
В конце декабря 2010 года перешёл в «Кубань», по словам спортивного директора которой, Артём понравился главному тренеру клуба ещё в очной встрече «Кубани» с «Уралом», поскольку имеет набор качеств, необходимый для принесения команде пользы и вливания в основной состав, может сыграть как в обороне, так и в центре поля. Контракт с «Кубанью» игрок подписал сроком на 3 года, переговоры же с ним клуб начал ещё в первых числах декабря. Дебютировал в составе «Кубани» 13 марта 2011 года в домашнем матче 1-го тура чемпионата против казанского «Рубина».
В декабре 2013 года Фидлер вернулся в «Урал», подписав с клубом двухлетний контракт. Впоследствии соглашение было продлено.
2 мая 2017 года стал одним из фигурантов драки с футболистами «Локомотива» во время финального матча Кубка России. В интервью СМИ заявил, что драка началась после оскорбления со стороны иностранных игроков столичного клуба. Фидлер также пообещал, что больше «никогда не подаст руку» полузащитнику «Локомотива» Мануэлу Фернандешу, оскорбившему его мать. В 2019 году Фидлер рассказал, что Фернандеш принёс ему извинения.
Летом 2020 года завершил карьеру, остался работать в «Урале».

## Достижения
«Урал»
- 3-е место в Первом дивизионе России: 2006
- Финалист Кубка России: 2016/17, 2018/19

## Характеристика
Сильными сторонами считались отличное видение поля, неуступчивость в единоборствах и хорошо поставленный дальний удар.

## Личная жизнь
Закончил Уральский лесотехнический университет.
Жена Екатерина (с 1 июля 2011 года). Есть дочь.